# Bob Winter
Bob Winter (Wormerveer, 1 december 1977) is een voormalige Nederlandse atleet, die was gespecialiseerd in de middellange afstand. Hij is meervoudig Nederlands kampioen op de 1500 m.

## Biografie
Winter begon zijn sportcarrière als pupil bij AV Lycurgus in Assendelft. Bij AV Lycurgus specialiseerde Winter zich tot de middellange afstand en trainde bij Jaap Kools en later Nico Mudde. Na zijn juniorenperiode sloot Winter zich aan bij Phanos, onder Gerard van Lent. Na zelf contact te hebben gezocht met Guido Hartensveld, sloot Winter zich in 2004 aan bij Team Distance Runners. Winter had geen spijt van zijn keuze, hij boekte progressie op de 800 m en 1500 m. 
De overstap bleek een goede keuze, Winter werd in 2006 Nederlands kampioen op de 1500 m. Tevens deed hij in 2006 ook mee aan de Europese atletiekkampioenschappen in het Zweedse Göteborg; hij plaatste zich niet voor de finale. In 2006 beëindigde Winter zijn carrière ook, mede door een achillespeesblessure.  
Winter heeft tijdens zijn sportcarrière gestudeerd aan de Johan Cruyff Academy en rondde deze studie succesvol af. Nadien is Winter onder andere gaan werken bij het Kenniscentrum Sport & Bewegen.

## Nederlandse kampioenschappen
| Onderdeel    | Jaar |
| ------------ | ---- |
| 1500 m ind.  | 2005 |
| 1500 m outd. | 2006 |

## Persoonlijke records
Baan
| Onderdeel | Prestatie | Datum        | Plaats         |
| --------- | --------- | ------------ | -------------- |
| 800 m     | 1.48,72   | 5 juni 2006  | Neerpelt       |
| 1000 m    | 2.24,27   |              |                |
| 1500 m    | 3.38,58   | 22 juli 2006 | Heusden-Zolder |
| 3000 m    | 8.07,76   |              |                |
| 10.000 m  | 30.40,88  |              |                |

Weg
| Onderdeel      | Prestatie | Datum            | Plaats         |
| -------------- | --------- | ---------------- | -------------- |
| 10 km          | 30.38     | 15 februari 2004 | Schoorl        |
| halve marathon | 1:07.55   | 9 januari 2005   | Egmond aan Zee |

Indoor
| Onderdeel | Prestatie | Datum            | Plaats   |
| --------- | --------- | ---------------- | -------- |
| 1500 m    | 3.49,65   | 20 februari 1999 | Den Haag |

## Palmares

### 1500 m
- 2003:  NK - 3.49,61
- 2004:  NK - 3.51,16
- 2005:  NK indoor - 3.53,46
- 2006:  NK -  3.48,51